# Gare Heorhiy-Kirpa
 (signalé en mai 2025).
Si vous disposez d'ouvrages ou d'articles de référence ou si vous connaissez des sites web de qualité traitant du thème abordé ici, merci de compléter l'article en donnant les références utiles à sa vérifiabilité et en les liant à la section « Notes et références ».
- Archive Wikiwix
- Bing
- Cairn
- DuckDuckGo
- E. Universalis
- Gallica
- Google
- G. Books
- G. News
- G. Scholar
- Persée
- Qwant
- (zh) Baidu
- (ru) Yandex
- (wd) trouver des œuvres sur Wikidata

La Gare Heorhiy-Kirpa (en ukrainien : Станція імені Георгія Кірпи ), est une gare ferroviaire du Train urbain électrifié de Kiev en Ukraine.

## Situation ferroviaire
Elle est exploitée par le réseau Ukrzaliznytsia.

## Histoire
Elle fut ouverte en 1901 et porte le nom Heorhiy Kirpa depuis 2008.

### Accueil

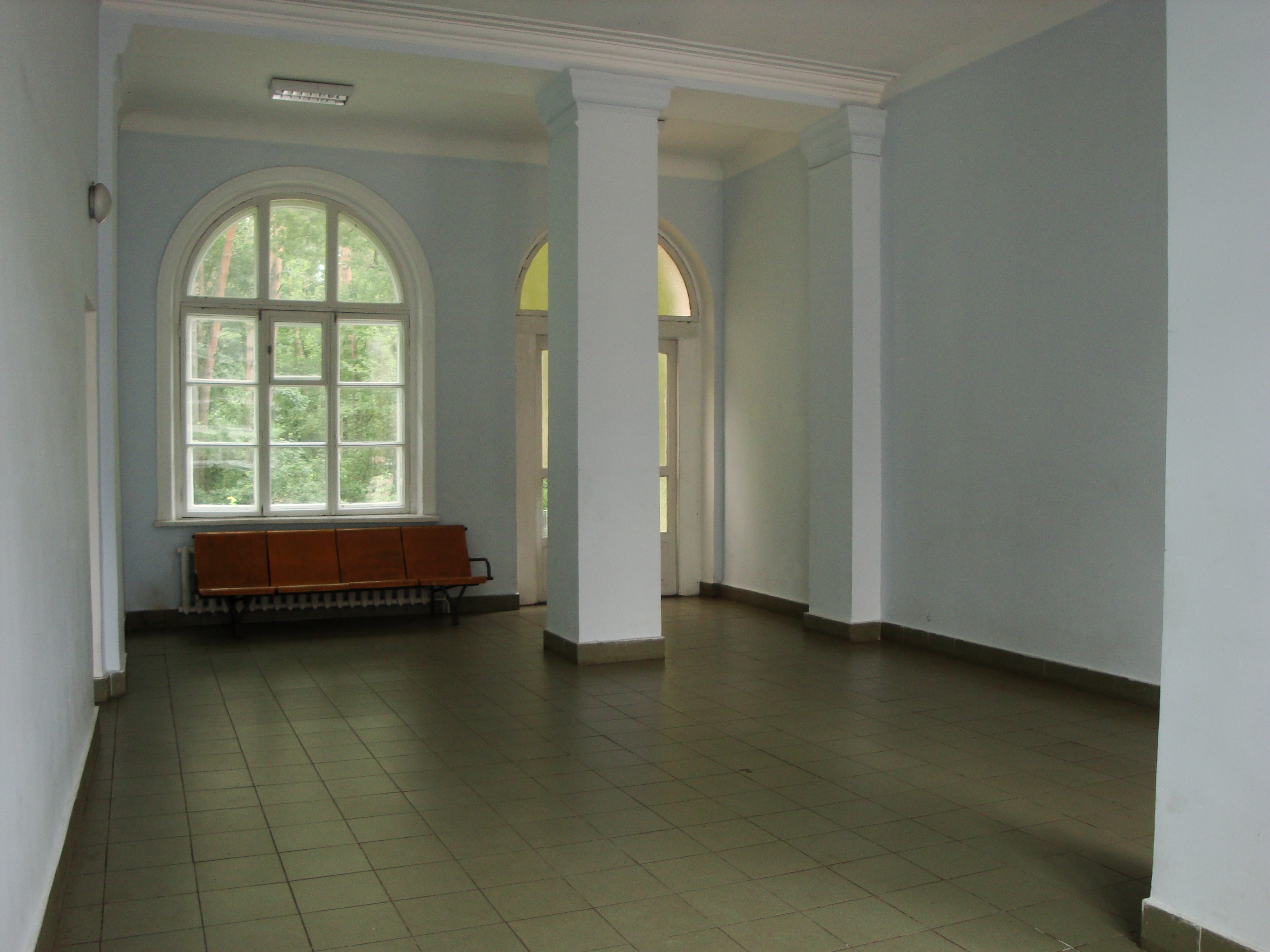
Hall voyageurs.